# 謝盈萱
謝盈萱（1979年12月31日—），業內有稱劇場女神，是出身臺灣彰化的女演員。
在畢業於國立臺北藝術大學戲劇學系後，她曾擔任舞台劇《向左走向右走》之表演指導，並與友人創立「好劇團」。
2018年，謝盈萱以電影《誰先愛上他的》中之演出，獲頒2018年台北電影獎最佳女主角及第55屆金馬獎最佳女主角等獎項。
2022年，憑《四樓的天堂》及《俗女養成記2》同時入圍第57屆金鐘獎戲劇節目女主角獎。最終以《四樓的天堂》獲得戲劇節目女主角獎，但在致詞時不慎失言，感謝《俗女養成記2》的編劇。
2022年，謝盈萱擔任第59屆金馬獎頒獎典禮主持人。

## 影視作品

### 長篇劇集
| 年 分 | 播映頻道   | 劇 名                      | 角 色  | 導 演          | 性 質  |
| 2005  | 三立都會台 | 《住左邊住右邊》EP59       | 客人   | 王偉忠         | 客串   |
| 2011  | 公視       | 《瑰寶1949》               | 溫力柔 | 張博昱         |        |
| 2016  | 台視       | 《植劇場－荼蘼》           | 張姐   | 王小棣、黃天仁 |        |
| 2017  | 台視       | 《植劇場－花甲男孩轉大人》 | 素蘭   | 瞿友寧、李青蓉 |        |
| 2018  | 騰訊視頻   | 《幸福，近在咫尺》         | 薇總   | 陳意涵         |        |
| 2018  | 台視       | 《種菜女神》               | 宋喬恩 | 廖士涵、郭春暉 |        |
| 2019  | 華視       | 《俗女養成記》             | 陳嘉玲 | 嚴藝文、陳長綸 | 女主角 |
| 2021  | 華視       | 《俗女養成記2》            | 陳嘉玲 | 嚴藝文、陳長綸 | 女主角 |
| 2021  | 公視       | 《四樓的天堂》             | 張琪   | 陳芯宜         | 女主角 |
| 2024  | Netflix    | 《影后》                   | 薛亞之 | 嚴藝文         | 女主角 |

### 電影長片
| 年 分 | 片 名                  | 角 色  | 導 演          | 性 質  |
| 2010  | 《一頁台北》           |        | 陳駿霖         | 客串   |
| 2014  | 《時下暴力》           | 白老師 | 陳心龍、廖哲毅 |        |
| 2016  | 《我的蛋男情人》       | 貴婦   | 傅天余         | 客串   |
| 2016  | 《銷售奇姬》           | 瑪麗姐 | 卓立           | 客串   |
| 2017  | 《美好的意外》         | 趙主任 | 何蔚庭         | 客串   |
| 2018  | 《花甲大人轉男孩》     | 史黛西 | 瞿友寧         |        |
| 2018  | 《誰先愛上他的》       | 劉三蓮 | 徐譽庭、許智彥 | 女主角 |
| 2019  | 《灼人秘密》           | 指導師 | 趙德胤         | 客串   |
| 2020  | 《孤味》               | 陳宛青 | 許承傑         |        |
| 2021  | 《我沒有談的那場戀愛》 | 主管   | 徐譽庭、許智彥 | 客串   |
| 2022  | 《我心我行》           | 許母   | 姚宏易         |        |
| 2023  | 《疫起》               | 吳敏瑄 | 林君陽         | 客串   |
| 2024  | 《默殺：無聲之地》     | 女警官 | 柯汶利         | 客串   |

### 迷你劇集
| 年 分 | 播映頻道             | 劇 名               | 角 色     | 導 演          | 性 質  |
| 2015  | 公視                 | 《我的15分鐘》      | 凱莉      | 林英作         |        |
| 2015  | 公視                 | 《麻醉風暴》        | 宋邵瑩    | 蕭力修         |        |
| 2017  | 公視                 | 《起鼓·出獅》       | 李彩綺    | 麥大傑、郎祖筠 | 女主角 |
| 2019  | 公視                 | 《魂囚西門》        | 余秀淇    | 謝庭菡         |        |
| 2019  | 華視                 | 《俗女養成記》      | 陳嘉玲    | 嚴藝文、陳長綸 | 女主角 |
| 2023  | Netflix              | 《人選之人-造浪者》 | 翁文方    | 林君陽         | 女主角 |
| 2024  | 公視主頻、八大戲劇台 | 《不夠善良的我們》  | Christine | 徐譽庭         |        |
| 2025  | Netflix              | 《忘了我記得》      | 程樂樂    | 劉若英         | 女主角 |

### 電視電影
| 年 分 | 播映頻道 | 片 名            | 角 色  | 導 演  | 性 質  |
| 2012  | 公視     | 《城市風裡的光》 | 梁霈瑜 | 范揚仲 |        |
| 2016  | 公視     | 《加蓋春光》     | 雙雙   | 曹仕翰 | 女主角 |
| 2017  | 公視     | 《錢莊聽來的事》 | 阿香   | 徐東翔 | 女主角 |
| 2018  | 公視     | 《年尾巴》       | 大娘   | 楊婕   |        |
| 2018  | 公視     | 《媽媽桌球》     | 吸血鬼 | 莊翔安 | 女主角 |

### 劇場
| 年 分 | 團體/單位              | 劇 目                             | 角 色            | 導 演          |
| 2005  | 表演工作坊             | 《如夢之夢》                      |                  | 賴聲川         |
| 2006  | 非常林奕華             | 《包法利夫人們-名媛的美麗與哀愁》 |                  | 林奕華         |
| 2006  | 非常林奕華             | 《水滸傳》                        |                  | 林奕華         |
| 2006  | 莎士比亞的妹妹們的劇團 | 《三姐妹》                        |                  |                |
| 2007  | 非常林奕華             | 《西遊記》                        |                  | 林奕華         |
| 2008  | 外表坊時驗劇團         | 《婚姻場景》                      |                  | 李建常         |
| 2008  | 非常林奕華             | 《華麗上班族之生活與生存》        | 蘇菲             | 林奕華         |
| 2010  | 黑眼睛跨劇團           | 《電子城市》                      |                  |                |
| 2010  | 好劇團                 | 《愛情放映中》                    |                  |                |
| 2011  | 好劇團                 | 《愛情放映中2 - 我是女主角》      | 曉萱             |                |
| 2011  | 台南人劇團             | 《木蘭少女》                      | 花木蓮           | 呂柏伸、蔡柏璋 |
| 2011  | 台南人劇團             | 《Re/turn》                       | 白若唯           | 蔡柏璋         |
| 2011  | 表演工作坊             | 《那一夜，在旅途中說相聲》        |                  |                |
| 2012  | 表演工作坊             | 《這是真的》                      |                  |                |
| 2012  | 綠光劇團               | 《外遇，遇見羊》                  |                  | 李明澤         |
| 2012  | 非常林奕華             | 《賈寶玉》                        | 賈政、眾角色分身 | 林奕華         |
| 2012  | 非常林奕華             | 《三國》                          | 曹操             | 林奕華         |
| 2012  | 莎士比亞的妹妹們的劇團 | 《羞昂App》                       |                  | Baboo          |
| 2013  | 非常林奕華             | 《賈寶玉》                        | 賈政、眾角色分身 | 林奕華         |
| 2013  | 非常林奕華             | 《三國》                          | 曹操             | 林奕華         |
| 2013  | 台南人劇團             | 《Re/turn》                       | 白若唯           | 蔡柏璋         |
| 2014  | 莎士比亞的妹妹們的劇團 | 《羞昂App》                       |                  | Baboo          |
| 2014  | 台南人劇團             | 《哈姆雷》                        | 葛楚             | 呂柏伸         |
| 2014  | 台南人劇團             | 《Re/turn》                       | 白若唯           | 蔡柏璋         |
| 2014  | 非常林奕華             | 《恨嫁家族》                      | 大姊             | 林奕華         |
| 2015  | 楊景翔演劇團           | 《明年, 或者明天見》              | 美麗             | 楊景翔         |
| 2015  | 莎士比亞的妹妹們的劇團 | 《理查三世》                      | 亨利七世         | 王嘉明         |
| 2015  | 非常林奕華             | 《恨嫁家族》                      | 大姊             | 林奕華         |
| 2016  | 表演工作坊             | 《暗戀桃花源》30週年紀念版        | 春花             | 丁乃箏         |
| 2016  | 耳東劇團               | 《服妖之鑑》                      | 袁凡生           | 許哲彬         |
| 2016  | 我城劇場               | 《我記得》                        | 謝彤雪           | 陳培廣         |
| 2017  | 盜火劇團               | 《台北筆記》                      |                  | 平田織佐       |

### 電影短片/微電影
| 年 分 | 劇 名                    | 角 色  | 導 演  | 性 質 |
| 2012  | 《在夜的尽头》           |        | 蔡晏珊 | 客串  |
| 2013  | 《華麗緣》               | 翠家   | 施君涵 | 客串  |
| 2015  | 《台北工廠I-美好的旅程》 |        | 沈可尚 | 主角  |
| 2017  | 《冥王星圖》             | 方寰   | 李晏如 | 主角  |
| 2019  | 《一起衝線》             | 王芬妮 | 陳惠君 | 主角  |
| 2025  | 《也許這個故事叫護唇膏》 |        | 簡莉穎 | 主角  |

### 廣告短片/微電影
| 年 分 | 單 位                     | 劇 名                                                                             | 角 色                                  | 導 演  | 性 質 |
| 2014  | 統一超商                  | 【7Mobile】《媽媽的理髮店》                                                       | 女兒                                   |        | 主角  |
| 2015  | 統一超商                  | 《單身教我的7件事-Lesson 5~單身花嫁》                                             | 單身女子                               |        | 主角  |
| 2016  | TOYOTA                    | 《兩個爸爸》                                                                      | 醫師                                   | 盧建彰 | 客串  |
| 2018  | 國立故宮博物院            | 《故事的宮殿：記憶在手心》                                                        | 女兒                                   | 盧建彰 | 主角  |
| 2019  | 統一超商                  | 《CITY CAFE城市櫻花季-七分鐘篇》                                                  | 小鎂朋友                               |        | 主角  |
| 2019  | MOD微電影暨金片子創作大賽 |                                                                                   |                                        |        | 主角  |
| 2021  | 華視                      | 《【#俗女養成記2】當阿嬤ft.婆婆－陳嘉玲來了! 謝盈萱教阿嬤一起動滋動｜防疫短片#8》 | 謝盈萱                                 |        | 主角  |
| 2022  | 第59屆金馬獎              | 《馬味》                                                                          | 林秀英、陳宛青、陳宛瑜、陳宛佳、劉三蓮 | 許承傑 | 主角  |
| 2024  | 這群人                    | 《便利商店的經典語錄》-最美的是相遇/當奧客再次遇到奧服務生                        | 謝盈萱                                 | 這群人 | 客串  |

## 音樂錄影帶
| 年 分 | 歌手   | 曲 名            |
| 2008  | 陳柏偉 | 《崖邊》         |
| 2015  | 蔡健雅 | 《失語者》       |
| 2015  | 柯智棠 | 《It was May》   |
| 2016  | 郁可唯 | 《電梯》         |
| 2017  | 海裕芬 | 《咕咾小姐》     |
| 2018  | 呂薔   | 《灰燼》         |
| 2019  | 梁靜茹 | 《我好嗎》       |
| 2021  | 艾怡良 | 《貪》           |
| 2024  | 告五人 | 《從未見過的海》 |

## 主持節目/活動
| 年 分 | 節目名稱                       |
| 2010  | 花博開幕晚會                   |
| 2011  | 中華民國建國百年跨年           |
| 2011  | 第九屆台新藝術獎               |
| 2014  | 中華文化總會新春文薈           |
| 2019  | 第54屆金鐘獎特別橋段搭檔主持人 |
| 2022  | 第59屆金馬獎頒獎典禮主持人     |

### 旁白配音
| 年 分 | 作品                             |
| 2021  | 第58屆金馬獎入圍獎項唱名短片     |
| 2023  | 台北金馬影展品牌識別系統概念影片 |

## 獎項紀錄
| 年度 | 頒獎典禮                    | 獎項                       | 作品                      | 結果 |
| 2015 | 第50屆金鐘獎                | 迷你劇集／電視電影女配角獎 | 《麻醉風暴》              | 提名 |
| 2016 | 第51屆金鐘獎                | 迷你劇集／電視電影女主角獎 | 《加蓋春光》              | 提名 |
| 2018 | 第53屆金鐘獎                | 迷你劇集／電視電影女主角獎 | 《錢莊聽來的事》          | 提名 |
| 2018 | 第53屆金鐘獎                | 戲劇節目女配角獎           | 《植劇場-花甲男孩轉大人》 | 提名 |
| 2018 | 第20屆台北電影獎            | 最佳女主角                 | 《誰先愛上他的》          | 獲獎 |
| 2018 | 第55屆金馬獎                | 最佳女主角                 | 《誰先愛上他的》          | 獲獎 |
| 2019 | 第19屆華語電影傳媒大獎      | 最佳女主角                 | 《誰先愛上他的》          | 提名 |
| 2019 | 第9屆青年電影手冊年度盛典   | 年度女主角                 | 《誰先愛上他的》          | 提名 |
| 2019 | 第10屆至十大華語電影節      | 最佳女主角                 | 《誰先愛上他的》          | 提名 |
| 2019 | 第54屆金鐘獎                | 迷你劇集／電視電影女主角獎 | 《魂囚西門》              | 提名 |
| 2020 | 第55屆金鐘獎                | 迷你劇集／電視電影女主角獎 | 《俗女養成記》            | 提名 |
| 2020 | 第57屆金馬獎                | 最佳女配角                 | 《孤味》                  | 提名 |
| 2021 | 2021YAHOO!搜尋人氣大獎      | 爆紅女演員                 | 《俗女養成記》            | 獲獎 |
| 2021 | 第15屆亞洲電影大獎          | 最佳女配角                 | 《孤味》                  | 提名 |
| 2021 | 第12屆青年電影手冊年度盛典  | 年度女配角                 | 《孤味》                  | 獲獎 |
| 2022 | 第3屆新加坡亞洲內容大獎     | 最佳女演員                 | 《俗女養成記2》           | 提名 |
| 2022 | 第57屆金鐘獎                | 戲劇節目女主角獎           | 《俗女養成記2》           | 提名 |
| 2022 | 第57屆金鐘獎                | 戲劇節目女主角獎           | 《四樓的天堂》            | 獲獎 |
| 2023 | 第6屆亞洲影藝創意大獎       | 最佳女主角                 | 《人選之人—造浪者》       | 提名 |
| 2024 | 伴侶盟年度大會              | 平權最佳貢獻獎             | 不適用                    | 獲獎 |
| 2024 | Marie Claire 亞洲之星頒獎禮 | Asia Wide Award            | 不適用                    | 獲獎 |
| 2025 | 第20屆首爾國際電視節        | 國際競賽單元 最佳女演員獎  | 《忘了我記得》            | 待定 |

## 外部連結
- 謝盈萱 Ying Xuan Hsieh的Facebook專頁
- 謝盈萱的Instagram帳戶
- 谢盈萱同学的新浪微博
- 謝盈萱的新浪博客
- 謝盈萱在互联网电影资料库（IMDb）上的資料（英文）
- 謝盈萱在香港影庫上的簡介
- 謝盈萱在台灣電影網上的資料（繁體中文）
- 華文影史庫 謝盈萱 簡介 （页面存档备份，存于）